# 27. новембар
27. новембар (27.11.) је 331. дан године по грегоријанском календару (332. у преступној години). До краја године има још 34 дана.

## Догађаји
- 1095 — Папа Урбан II је на сабору у Клермону позвао европске витезове у Први крсташки рат.
- 1879 — Француска скупштина из Версаја премештена у Париз.
- 1895 — Шведски фабрикант и проналазач динамита Алфред Нобел написао је у Паризу тестамент којим је велико богатство завештао за развој науке и књижевности и борцима за мир. Нобелова награда додељује се сваке године, почевши од 1901.
- 1912 — Шпанија установила протекторат над Мароком.
- 1919 — У Нејију после Првог светског рата Бугарска потписала споразум којим је Добруџа припала Румунији, источна Тракија Грчкој, а градови Димитровград, Босилеград и Струмица Краљевству Срба, Хрвата и Словенаца.
- 1926 — Ахмед Бен Зогу потписао у Тирани уговор са Италијом којим је Албанија стављена под италијански протекторат.
- 1940 — У Румунији профашистичка "Гвоздена гарда" убила више од 60 сарадника избеглог краља Карола II, међу којима бившег премијера Николаеа Јоргу.
- 1940 — Немачка у Другом светском рату анектирала француску покрајину Лорену.
- 1941 — Последње италијанске јединице предале се савезничким снагама у тврђави Гондер у Етиопији. Савезници заробили 23.000 италијанских војника.
- 1942 — Французи у Другом светском рату потопили већи део ратне флоте у тулонској луци како би спречили да бродови падну у руке Немцима, који су управо ушли у Тулон.
- 1968 — Припадници југословенске војске и полиције угушили масовне демонстрације Албанаца на Косову и Метохији на којима је захтевано да та покрајина Србије добије статус републике. Демонстрације одржане на Дан заставе, државног празника Албаније.
- 1970 — Другог дана свог путовања по земљама Азије и Океаније, прерушени колумбијски сликар покушао је ножем убити папу Павла VI.
- 1978 — У градској већници Сан Франциска, бивши градски супервизор Ден Вајт је убио градоначелника Џорџа Москона и геј политичара Харвија Милка.
- 1989 — У експлозији у ваздуху колумбијског "боинга 727", који је летео на линији Богота-Кали, погинуло свих 107 путника и чланова посаде. Претпоставља се да је у авиону била бомба.
- 1990 — Министар финансија Џон Мејџор изабран је за шефа Конзервативне странке и премијера Уједињеног Краљевства, након оставке Маргарет Тачер.
- 1991 — Маса у Пном Пену напала номиналног лидера Црвених Кмера Кије Сампана, који је евакуисан у Бангкок да не би био линчован.
- 1991 — Савет безбедности Уједињених нација одобрио слање мировних снага у Југославију.
- 1996 — У јеку протеста због крађе гласова на локалним изборима у Србији власти прекинуле рад Радија Б92, Радио Индекса, две најслушаније београдске радио-станице које су стално и детаљно извештавале о грађанском протесту. Радио-станице наставиле рад 5. децембра.
- 1996 — У експлозији гаса у руднику угља у кинеској провинцији Шанси погинуло више од 90 рудара.
- 1997 — У сукобима српских снага безбедности и косовских Албанаца код места Србица и у селу Резниће погинула два полицајца и један Албанац, четири полицајца повређена.
- 2000 — Агенција Уједињених нација за сиду објавила да је од почетка пандемије сиде пре 20 година од те болести умрло више од 21 милион људи широм света.
- 2000 — Норвешки краљ Харалд V отворио, у западној Норвешкој, најдужи тунел за друмски саобраћај на свету. Тунел дугачак 16.900 метара потукао рекорд Ст. Готард тунела у Швајцарској, који је пуштен у промет 1980, а дугачак је 16.300 метара.
- 2001 — НАСА је саопштила да је свемирски телескоп Хабл открио атмосферу планете удаљену од Земље 150 светлосних година. То је први пут да је атмосфера планете која се налази ван Сунчевог система директно опажена.
- 2001 — У Русији је званично отворен Каспијски нафтоводни систем, кроз који се транспортује казахстанска нафта у луку код Новоросијска на обали Црног мора.
- 2004 — Духовни поглавар православних хришћана васељенски патријарх Вартоломеј I преузео је у Ватикану од папе Јована Павла II посмртне остатке Светог Хризостома и Светог Грегорија.
- 2005 — У француском граду Амијену обављена је прва трансплантација лица.
- 2006 — У Спомен-подручју Јасеновац, у присуству највиших хрватских званичника, отворен Образовни центар и Меморијални музеј са новом поставком о жртвама усташког логора смрти.
- 2006 — Парламент Канаде је одобрио предлог премијера Стивена Харпера којим су Квебечани добио статус „засебне нације унутар Канаде“.
- 2009 — Експлозија бомбе у возу који је саобраћао између Москве и Санкт Петербурга је избацила воз из колосека и изазвала смрт 28 особа и повреде 96 особа.
- 2014 — Српска слава је увршћена на листу нематеријалног културног наслеђа човечанства.[1]

## Рођења
- 1701 — Андерс Целзијус, шведски астроном, физичар и математичар, изумитељ Целзијусове температурне скале. (прем. 1744)
- 1874 — Хаим Вајцман, израелски хемичар и политичар, 1. председник Израела. (прем. 1952)
- 1921 — Александер Дупчек, словачки комунистички политичар. (прем. 1992).
- 1938 — Љубомир Максимовић, српски историчар византолог, професор емеритус на Филозофском факултету Универзитета у Београду, директор Византолошког института и члан САНУ, почасни доктор наука Универзитета у Атини и дописни члан Атинске Академије.[2]
- 1940 — Брус Ли, хонгконшко-амерички глумац, редитељ, мајстор борилачких вештина и филозоф. (прем. 1973)
- 1941 — Еме Жаке, француски фудбалер и фудбалски тренер.
- 1941 — Дуња Ланго, српско-хрватска новинарка, ТВ водитељка и глумица. (прем. 2015)
- 1941 — Еди Рабит, амерички музичар. (прем. 1998)
- 1942 — Џими Хендрикс, амерички музичар, најпознатији као гитариста. (прем. 1970)
- 1943 — Никол Бросар, француско-канадска песникиња и списатељица.
- 1951 — Кетрин Бигелоу, америчка редитељка, продуценткиња и сценаристкиња.
- 1951 — Дражен Далипагић, српски кошаркаш и кошаркашки тренер. (прем. 2025)
- 1951 — Вера Фишер, бразилска глумица.
- 1953 — Шеки Турковић, српски певач.
- 1956 — Вилијам Фикнер, амерички глумац.
- 1957 — Керолајн Кенеди, америчка списатељица, правница и дипломаткиња.
- 1959 — Звонко Варга, српски фудбалер и фудбалски тренер.
- 1960 — Јулија Тимошенко, украјинска политичарка, премијерка Украјине (2005, 2007—2010).
- 1964 — Роберто Манчини, италијански фудбалер и фудбалски тренер.
- 1966 — Горан Стевановић, српски фудбалер и фудбалски тренер.
- 1971 — Ник ван Ексел, амерички кошаркаш и кошаркашки тренер.
- 1971 — Рајко Јокановић, српски одбојкаш.
- 1974 — Паров Стелар, аустријски музичар, музички продуцент и ди-џеј.
- 1978 — Радек Штјепанек, чешки тенисер.
- 1981 — Бруно Алвес, португалски фудбалер.
- 1981 — Наташа Јањић, хрватска глумица.
- 1981 — Бранко Јоровић, српски кошаркаш и кошаркашки тренер.
- 1982 — Александар Кержаков, руски фудбалер и фудбалски тренер.
- 1993 — Иван Маринковић, српски кошаркаш.
- 1995 — Душан Ристић, српски кошаркаш.

## Смрти
- 8. п. н. е. — Хорације, један од највећих песника античког Рима.
- 450 — Гала Плацидија, западноримска царица.
- 511 — Хлодовех I, франачки краљ. (рођ. 466)
- 1570 — Јакопо Сансовино, италијански архитекта и вајар.
- 1895 — Александар Дима Син. француски писац.[3]
- 1941 — Нада Пурић, народни херој Југославије. (рођ. 1903)
- 1943 — Иво Лола Рибар, народни херој Југославије, један од организатора и предводника омладинског и студентског револуционарног покрета у Југославији. (рођ. 1916).
- 1953 — Јуџин Гледстон О’Нил, амерички писац и први амерички добитник Нобелове награде за књижевност.
- 1959 — Боривоје Јевтић, српски књижевник. (рођ. 1894)[4]
- 1989 — Зуко Џумхур, путописац, сликар и карикатуриста. (рођ. 1921).[5]
- 2010 — Ирвин Кершнер, амерички редитељ. (рођ. 1923)
- 2010 — Миодраг Ђурић, српско-црногорски сликар. (рођ. 1933)

## Празници и дани сећања
- Српска православна црква данас прославља
  - Свети апостол Филип (Божићне покладе)